# هدستاک
هدستاک (به انگلیسی: Hadstock) یک روستا و محله مدنی در بریتانیا است که در آتلزفورد واقع شده‌است. هدستاک ۳۳۲ نفر جمعیت دارد.